# Saint-Berthevin-la-Tannière
Saint-Berthevin-la-Tannière é uma comuna francesa na região administrativa da Pays de la Loire, no departamento de Mayenne. Estende-se por uma área de 17,64 km². Em 2010 a comuna tinha 323 habitantes (densidade: 18,3 hab./km²).